# Полянки (Україна)
Поля́нки́ — село в Україні, у Верховинському районі Івано-Франківської області. Входить до складу Білоберізької сільської громади.

## Історія
12 серпня 1952 р. Жаб’євський райвиконком ліквідував Полянківську сільраду з приєднанням її до Довгопільської сільради.
24 серпня 1991 року село в складі незалежної України.
2 жовтня 2015 року шляхом об'єднання Білоберізької, Устеріківської та Хороцівської сільських рад село увійшло до Білоберізької сільської громади.
12 червня 2020 року, відповідно до Розпорядження Кабінету Міністрів України  № 714-р «Про визначення адміністративних центрів та затвердження територій територіальних громад Івано-Франківської області», увійшло до складу Білоберізької сільської громади.
19 липня 2020 року, в результаті адміністративно-територіальної реформи та ліквідації Верховинського району, село увійшло до складу новоутвореного Верховинського району.

## Населення
Згідно з переписом УРСР 1989 року чисельність наявного населення села становила 543 особи, з яких 248 чоловіків та 295 жінок.
За переписом населення України 2001 року в селі мешкало 599 осіб. 100 % населення вказало своєю рідною мовою українську.

## Галерея

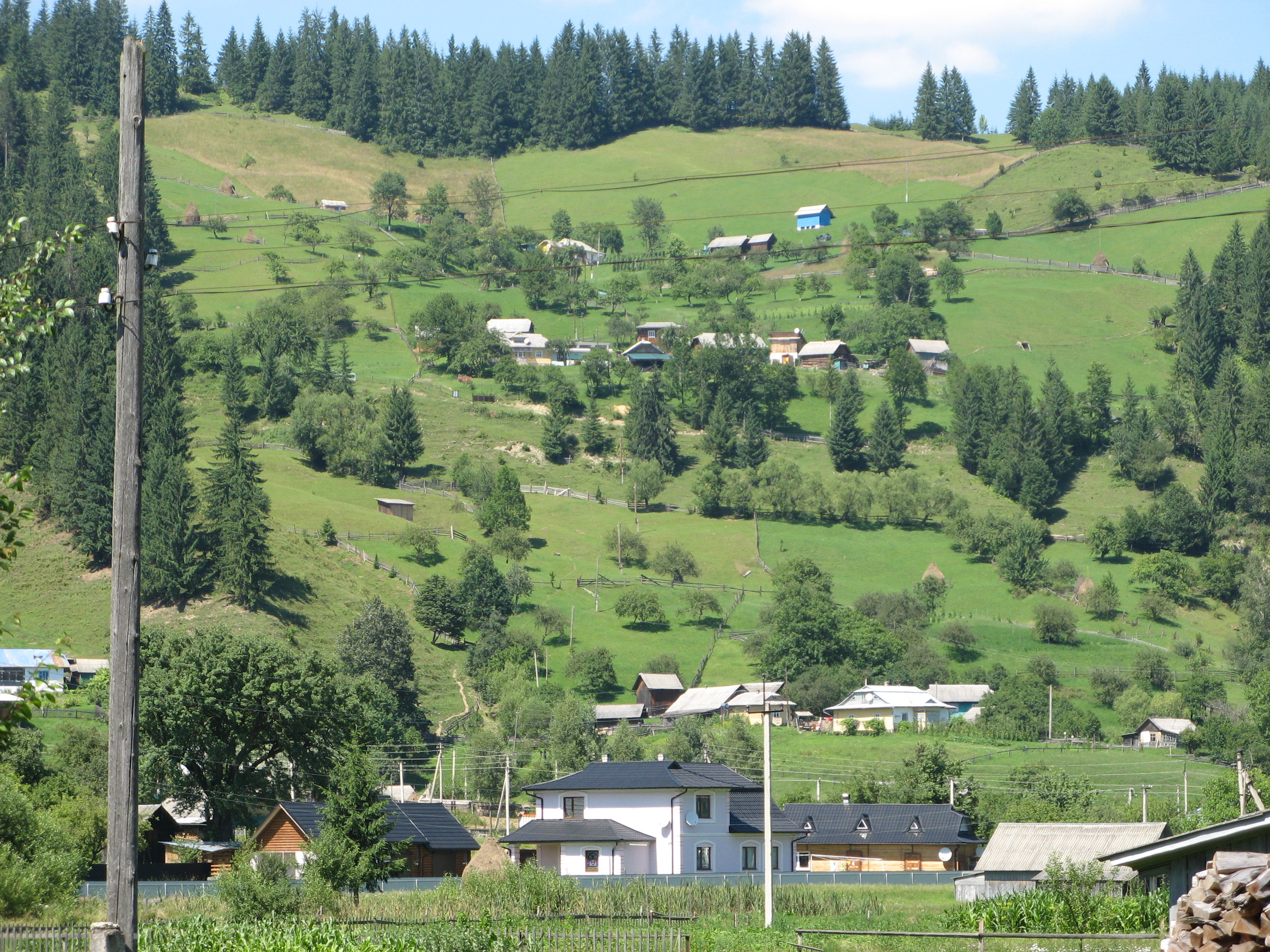
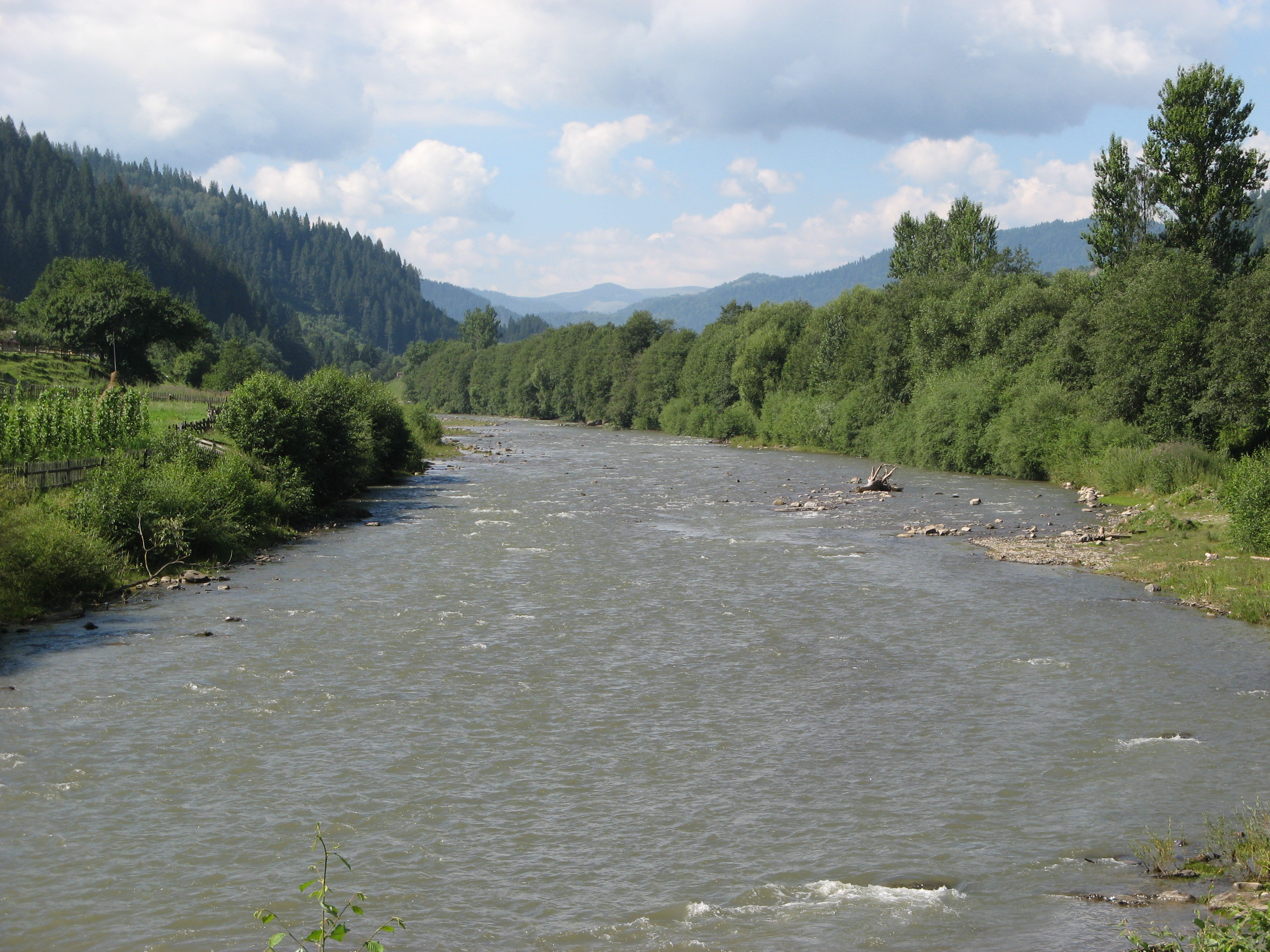
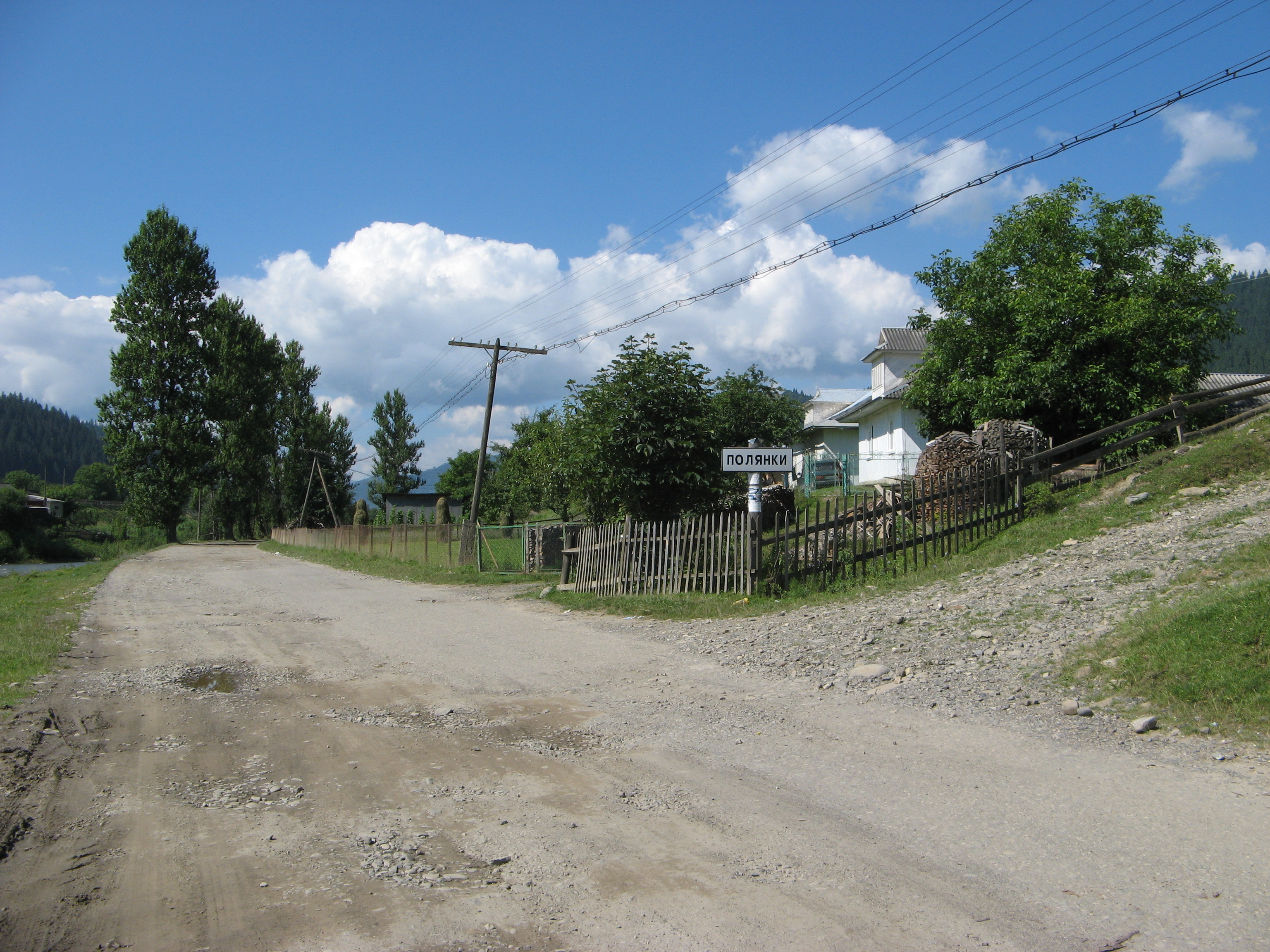
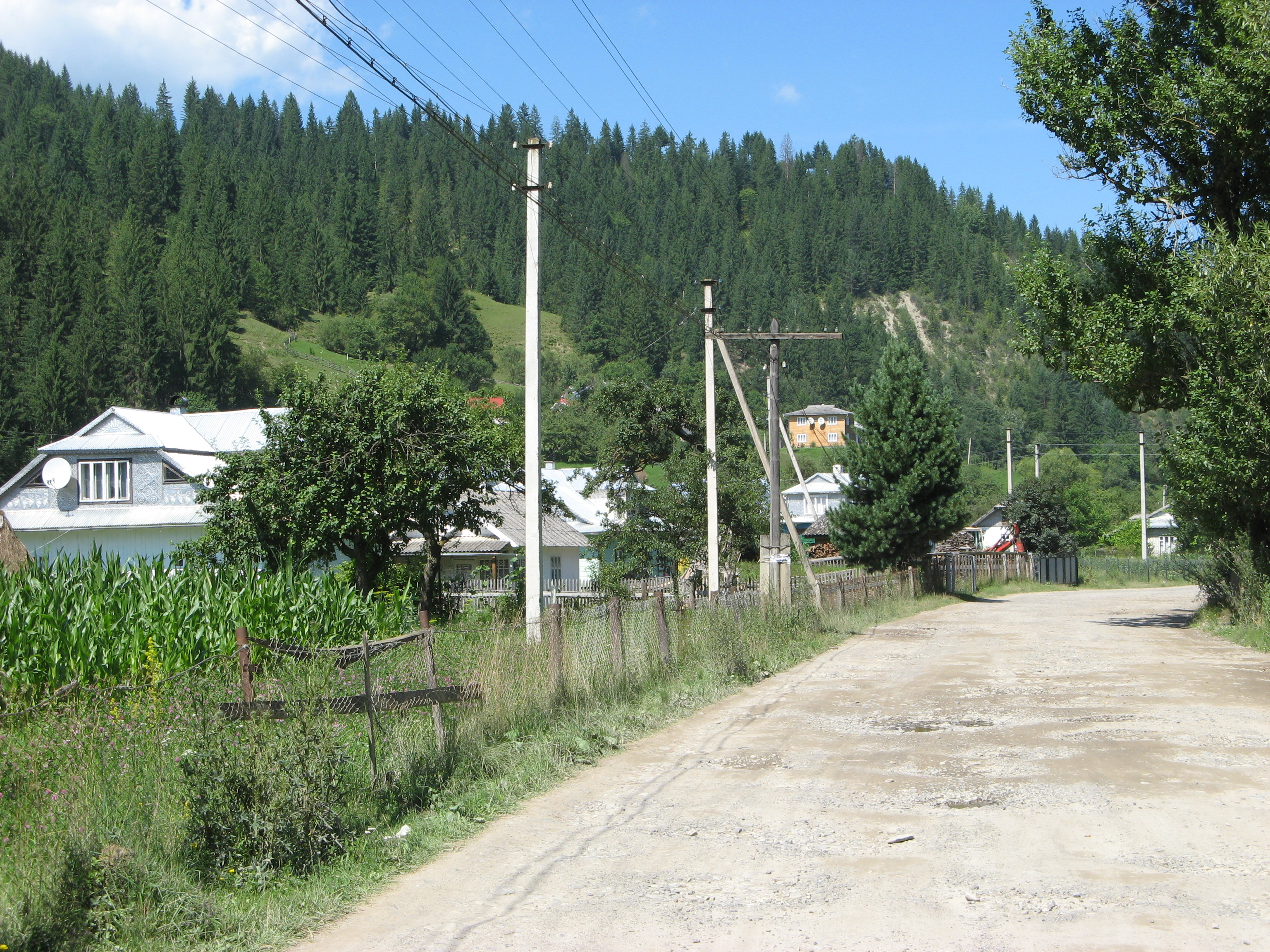